# Rivière Moreau (Petite rivière Péribonka)
Pour les articles homonymes, voir Moreau et Rivière Moreau.
La rivière Moreau est un affluent de la Petite rivière Péribonka, coulant dans la municipalité de Saint-Augustin et de Péribonka, dans la municipalité régionale de comté (MRC) de Maria-Chapdelaine, dans la région administrative du Saguenay-Lac-Saint-Jean, au Québec, au Canada.
L’agriculture constitue la principale activité économique du secteur ; la foresterie, en second ; les activités récréotouristiques, en troisième.
La vallée de la rivière Moreau est surtout desservie (en ordre, à partir de l’embouchure) : la route 169, le chemin du rang Moreau, le chemin du 4e rang, la rue Principale, la route du 7e rang et la route de l’Érablière,,.
La surface de la rivière Moreau habituellement gelée de la fin novembre au début avril, toutefois la circulation sécuritaire sur la glace se fait généralement de la mi-décembre à la fin mars.

## Géographie
Les principaux bassins versants voisins de la rivière Moreau sont :
- côté Nord : Petite rivière Péribonka, rivière Mistassibi, rivière à Michel, rivière Alex ;
- côté Est : rivière à Michel, rivière Saint-Ludger, rivière Milot, rivière Épiphane, rivière Alex, rivière Péribonka ;
- côté Sud : rivière Taillon, rivière Péribonka ;
- côté Ouest : Petite rivière Péribonka, rivière Mistassini, rivière Mistassibi[2].

La rivière Moreau prend sa source à l’embouchure du ruisseau forestier (altitude : 210 m). Cette source de la rivière est située à :
- 5,3 km à l’Ouest du cours de la rivière Péribonka ;
- 13,3 km au Nord-Est du centre du village de Péribonka ;
- 13,6 km au Nord-Est de l’embouchure de la rivière Moreau (confluence avec la Petite rivière Péribonka) ;
- 17,5 km au Nord-Est de l’embouchure de la rivière Péribonka (confluence avec le lac Saint-Jean).

À partir de sa source située entre le cours de la rivière Saint-Ludger (situé du côté Est) et le cours de la Petite rivière Péribonka, le cours de la rivière Moreau descend sur 23,3 km en traversant des zones forestières, de marais ou agricoles, selon les segments suivants :
- 6,5 km vers le Sud, jusqu’au chemin du 7e rang ;
- 2,0 km vers le Sud en passant du côté Ouest du village de Saint-Augustin, jusqu’à la rue Principale ;
- 4,5 km vers le Sud en traversant une zone de marais, jusqu’au chemin du 4e rang ;
- 8,1 km vers le Sud-Ouest en longeant le côté Sud du chemin du rang Moreau, en traversant entre deux zones de marais et en recevant le cours d’eau du Père-Chiquette (venant du Nord), jusqu’à la route 169 ;
- 2,2 km vers l’Ouest, courbant vers le Sud en fin de segment, en zone agricole, jusqu'à l'embouchure de la rivière[2].

L'embouchure de la rivière Moreau se déverse au fond d’une baie sur la rive Est de la Petite rivière Péribonka. Cette confluence est située à :
- 2,0 km au Nord-Ouest du centre du village de Péribonka ;
- 2,4 km au Sud de l’embouchure de la Petite rivière Péribonka (confluence avec la rivière Péribonka) ;
- 4,6 km au Nord de l’embouchure de la rivière Péribonka (confluence avec le lac Saint-Jean) ;
- 28,8 km au Nord-Ouest de l’embouchure du lac Saint-Jean (confluence avec la Grande Décharge) ;
- 41,1 km au Nord du centre-ville d’Alma[2].

À partir de l’embouchure de la rivière Moreau, le courant descend sur 3,6 km le cours de la Petite rivière Péribonka vers le Sud, puis la rivière Péribonka sur 2,4 km vers le Sud-Ouest. À l’embouchure de cette dernière, le courant traverse le lac Saint-Jean vers l’Est sur 29,3 km, puis emprunte le cours de la rivière Saguenay vers l’Est jusqu'à la hauteur de Tadoussac où il conflue avec le fleuve Saint-Laurent.

## Toponymie
Le terme « Moreau » constitue un patronyme de famille d’origine française.
Le toponyme « rivière Moreau » a été officialisé le 5 décembre 1968 à la Banque des noms de lieux de la Commission de toponymie du Québec.